# Городецкая, Анна Алексеевна
Анна Алексеевна Городецкая (урожд. Козельская; литературный псевдоним Нимфа Бел-Конь Любомирская; 1889―1945, Москва) ― поэтесса Серебряного века, актриса, жена поэта Сергея Городецкого.

## Биография
Слушательница Бестужевских курсов, писала стихи, играла в любительских спектаклях. В 1908 году вышла замуж за уже известного к тому времени поэта С. М. Городецкого, создавшего вместе с Н. С. Гумилёвым «Цех поэтов». Была хорошо знакома с Н. Гумилёвым, А. Блоком, С. Есениным, И. Репиным и другими писателями, актёрами и художниками того времени.
Под влиянием мужа увлеклась язычеством, древнеславянским пантеизмом, отсюда и её литературный псевдоним Нимфа Бел-Конь Любомирская. Конь в понятиях древних славян был символом счастья и добра и связывался с культом Солнца. Белый конь считался посланником солнечного света и добра. Любомир ― любящий мир. Нимфой же её назвал, увидев, художник И. Е. Репин. Это имя закрепилось за Анной Алексеевной на всю жизнь, ― так её называли вслед за мужем друзья и знакомые.
Анна Алексеевна, по-видимому, обладала незаурядной красотой и хорошо пела. Композитор А. Т. Гречанинов на своих нотах «6 детских песен на народный текст» написал: «Жила-была на свете прелестная златокудрая Нимфа. Она страстно любила музыку, и счастлив был тот певец, который мог угодить ей своими песнями… Так зачиналась одна сказка. А. Гречанинов. 10.XI.1910. Спб.». Композитор Н. Н. Черепнин, даря ей романс «Я б тебя поцеловала» на слова А. Майкова, написал: «Очаровательной исполнительнице сих нот… Прекрасной даме от горячо преданного поклонника Н.Черепнина. Петербург. 1913». Композитор А. К. Лядов подарил ей ноты «Волшебного озера», подписав: «Я предчувствовал Вас, когда сочинял это Волшебное озеро. Нимфе Алексеевне Городецкой от Ан. Лядова».
О собраниях «Цеха поэтов», проходивших в квартире Городецких на Фонтанке, и, в частности, об Анне Алексеевне, есть противоречивые воспоминания.
П. Н. Лукницкий пишет: «Нимфа — как её звали — жена Городецкого, Анна Алексеевна, искала развлечений, веселья, и конечно, такие собрания с казавшимися ей скучными и неинтересными и некрасивыми людьми, как Николай Степанович, Мандельштам, например, — были ей не по душе… Жена Городецкого была красивой, но… о духовных интересах можно не говорить с особенной настойчивостью!».
Впервые увидев Анну Алексеевну, А. Блок, придя домой, садится к письменному столу и машинально пишет 4 раза ― Анна Городецкая… Анна Городецкая.
10 декабря 1911 года Блок получил, как он говорил, «мучительное» письмо от А. Городецкой:

Бывают дни, когда я во блаженной и смиренной любви своей к Вам, мой единый Бог, брожу без конца по пустынной набережной, и мне кажется, что я в золотой сетке качаюсь в синеве небесной. И нет у меня тела, — я Божья. И так хорошо, как в вечной жизни. И когда возвращаюсь домой, то стены пропускают меня сквозь себя п<отому> ч<то> я не я. А часто я воплю дико и пронзительно, как вопит ночью вдова на могиле мужа. B провинции, в сумерки я была раз одна на кладбище и вдруг услышала сзади себя нечеловеческий вопль. Это вдова-крестьянка, как птица, билась на могиле мужа. И не плакала смиренно, как надо, а кричала бесноватым голосом в небо к Богу. И я знаю, что эти вопли разрывали сердце самого Бога. И я так часто плачу по Вас. Господи, Господи, что же мне делать, я не знаю. Простите за это письмо и не осуждайте меня.

В октябре 1915 года состоялся в Тенишевском училище вечер объединения крестьянских поэтов «Краса», где выступали С. Есенин, А. Ремизов, Н. Клюев, А. Ширяевец и другие. Анна Городецкая с успехом прочитала стихи П. Радимова и С. Клычкова. Газеты писали: «Вечер открылся „зачальным присловьем“ Сергея Городецкого и „словом“ Алексея Ремизова. Затем молодым поэтом, крестьянином Рязанской губ., С. Есениным были прочитаны известная его поэма „Русь“ и цикл стихов „Маковые побаски“… Из отдельных исполнителей, кроме Городецкого и Клюева, выделилась поэтесса А. Бел-Конь-Любомирская, прекрасно читавшая стихи».
В 1916 году Анна Алексеевна с мужем уехала в Тифлис, завела литературный салон, где собирались участники местного, учреждённого С. Городецким «Цеха поэтов»: Тициан Табидзе, Паоло Яшвили, Валериан Гаприндашвили и др. За критику Городецким тогдашнего грузинского правительства, в частности его лидера Жордания, ― семью выслали из Тбилиси. Анна Алексеевна с мужем уехали к родным в Баку.
С 1921 года в Москве. О встрече с Городецкими в ту пору (14 февраля 1923) записал в дневнике Корней Чуковский:

Городецкий! В палатах Бориса Годунова. С маленькими дверьми и толстенными стенами. Комнаты расписаны им самим — и недурно. Электр. лампы очень оригинально оклеены бумагой. Столовая тёмно-синего цвета, и на ней много картин. «Вот за этого Врубеля мы только что заплатили семь миллиардов», — говорит Нимфа. Нимфа всё та же. Рассказывает, как в неё был влюблён Репин, как её обожал Блок, как в этом году за ней ухаживал Ф. Сологуб… Пришёл Сергей — и показался мне гораздо талантливее, чем в последние годы. Во-первых, он показал мне свой альбом, где действительно талантливые рисунки. Во-вторых, он очень хорошо рассказывал, как спасал от курдов армянских детей — спас около трёхсот. В комнате вертелся какой-то комсомолец — в шапке, нагловатый. У Нимфы на пальцах перстни — манеры аристократические — великосветский разговор. Городецкий такой же торопыга, болтун, напомнил прежние годы — милые…

Надежда Мандельштам писала:

Городецкий поселился в старом доме возле Иверской и уверял гостей, что это покои Годунова. Стены в его покоях действительно были толстенные. Жена крестом резала тесто и вела древнерусские разговоры. Сырая и добродушная женщина, она всегда помнила, что ей надлежит быть русалкой, потому что звали её Нимфой. Мандельштам упорно называл её Анной, кажется, Николаевной, а Городецкий столь же упорно поправлял: «Нимфа»… Мандельштам жаловался, что органически не может произнести такое дурацкое имя, но проблема оказалась второстепенной, потому что в годуновские покои нас не тянуло.

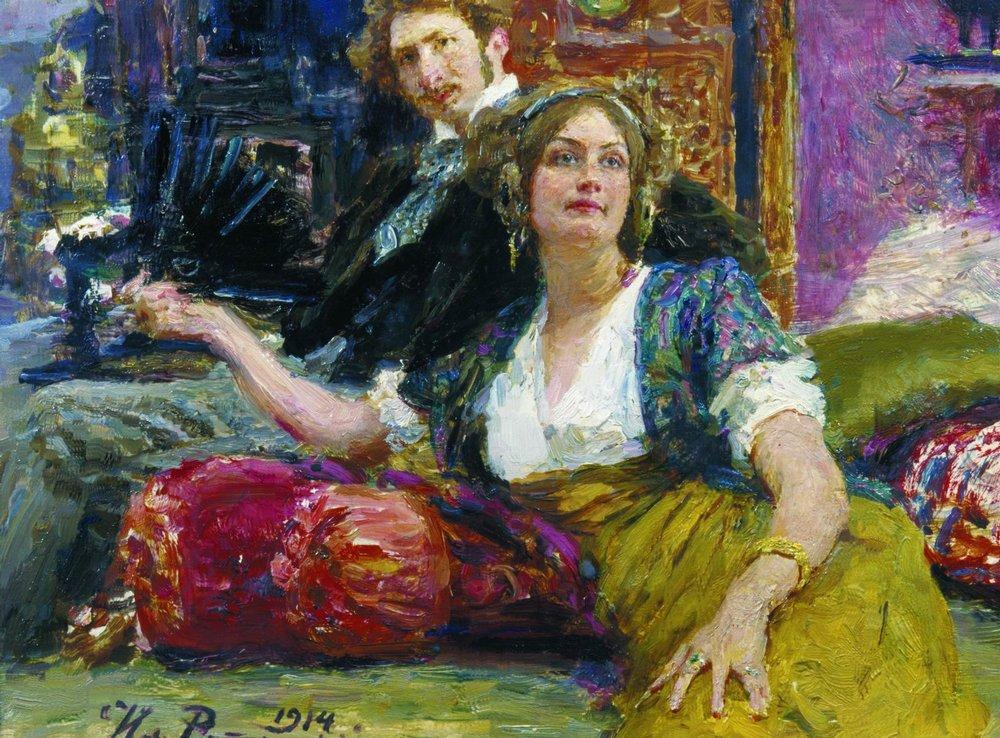
И. Репин. Сергей Городецкий с женой.1914 год.

Во время Великой Отечественной войны Анна Алексеевна с мужем в эвакуации ― в Ташкенте. Современник писал:

Маленький жаркий дворик в Ташкенте. Мы сидим на крыльце скромной квартирки, в которой живёт Сергей Городецкий. Он читает мне песни <…>. По дворику, на котором висит на верёвке мокрое бельё, ходит усталая женщина. Это поэтесса Анна Ахматова. Длинная тень её ложится на коричневую, выжженную зноем стену….

В декабре 1941 года в письме к А. Я Таирову и А. Г. Коонен Городецкий приложил зарисовку: Ахматова с семьёй Городецких ― «Анна Андревна, Чья даже папироса напевна». 15 января 1942 года Городецкий пишет в дневнике: «Вечером в госпитале с Ахматовой, Шильдкретом и Кашкиным. А. А. в первый раз. „Чёрный перстень“ и ещё кое-что дошло. Я и она читали по два раза. Аудитория была тугая, но раскачалась». 18 января: «Я родился. Т. А. Луговская подарила подстаканник, Ахматова — 2 яблока». 9 мая: «Подстриг Ахматовой чёлку». Приписка: «Верно. А. Ахматова. Хорошо».
Будущий профессор МГУ Э. Г. Бабаев в то время был ташкентским подростком и дружил с сыном Марины Цветаевой ― Муром, как его все называли:

Дом, в котором жил Мур, казался мне Олимпом. Здесь можно было бы собрать материалы для добрых десяти номеров журнала. А Мур посмеивался над моими иллюзиями. И говорил, что Олимп имеет ещё другое наименование и в просторечии называется «лепрозорием». И рассказывал невероятные истории из жизни «неприкасаемых». — Вот, например, — говорил Мур, — Анна Ахматова написала стихи о своей «вольности» и «забаве»: «А наутро притащится слава погремушкой над ухом бренчать»… А Сергей Митрофанович Городецкий говорит: «Кто это пишет? Анна Ахматова? Моя недоучка…» А ты говоришь: «Олимп», — смеялся Мур. Вместе или наряду с «Избранным» Анны Ахматовой в Ташкенте были напечатаны и «Думы» Сергея Городецкого с подзаголовком: «Семнадцатая книга стихов». Я принёс этот сборник Анне Андреевне, думая, что ей это будет интересно. Она перелистала сборник, взглянула на титульный лист и сказала: — Семнадцатая книга стихов… Много я дам тому, кто вспомнит, как называлась шестнадцатая книга! Никто не помнил и не знал. Когда я рассказал об этом Муру, он хохотал от всей души и привёл слова Мандельштама из «Шума времени»: «Литературная злость! Если бы не ты, с чем бы стал я есть земную соль!». Но смех его был невесёлый…

Впоследствии Ахматова отзывалась о семье Городецких неодобрительно. Но, видимо, это было связано с воспоминаниями об общем ташкентском быте. Хотя именно Городецкий был автором обложки её первой книжки «Вечер» (1912), и посвящал её вместе с Михаилом Зенкевичем в «Цех поэтов», возлагая им на головы лавровые венки.
Умерла Городецкая в 1945 году. Похоронена на Ваганьковском кладбище (36 уч.).
Сергей Городецкий тяжело переживал кончину жены, часто вспоминал её, в 1947 году посвятил ей стихотворение «Послесловие». В автобиографии «Мой путь» писал: «… в 1945 году я потерял жену, вернейшего друга и соратника всей моей творческой жизни…». В 1946 году он поселился в Буграх под Обнинском с дочерью Рогнедой Бирюковой, посадив у ограды берёзку в память об ушедшей жене. Он пережил её на 22 года и был похоронен рядом с женой.
Книги «Цветущий посох. Вереница восьмистиший» (1914), цикл «Письма с фронта» (1916) и многие стихотворения посвящёны Городецким жене. О ней написаны стихотворения А. Блока «Сольвейг» (хотя стоит посвящение С. Городецкому, «Она пришла с мороза, раскрасневшаяся…»

## Творчество

Анна Ахматова и Анна Городецкая в мастерской Елизаветы Кругликовой. 1913 год

Под именем Нимфа Бел-Конь Любомирская печаталась в журналах «Ars», «Голос жизни», в сборниках «АЛМЭ» и др. Критики отмечали естественную интонацию её стихов, однако «слишком истеричных и декадентских». Критик, вероятно, имел в виду такие стихи:

Мария Магдалина
В моих глазах молчит пустыня голубая

И в волосах завял полыни горький лист.

Я сгорбилась, в ночных молитвах нагибая

Лицо горящее пред тем, кто так лучист,

Что мне не вынести магического взгляда

Его больших тигрино-трепетных очей.

Но трижды, трижды я вошла бы в двери ада

Лишь за одну из девственных его ночей.

Вернувшись в 1921 году в Москву, больше не публиковалась.

## Семья
Дочь — Рогнеда Сергеевна Городецкая (1908―1999) — была замужем за композитором Ю. С. Бирюковым, автором песен к кинофильмам «Дом, в котором я живу» («Тишина за Рогожской заставою…»), «Жди меня», «Воздушный извозчик».